# General Electric Automobile Company

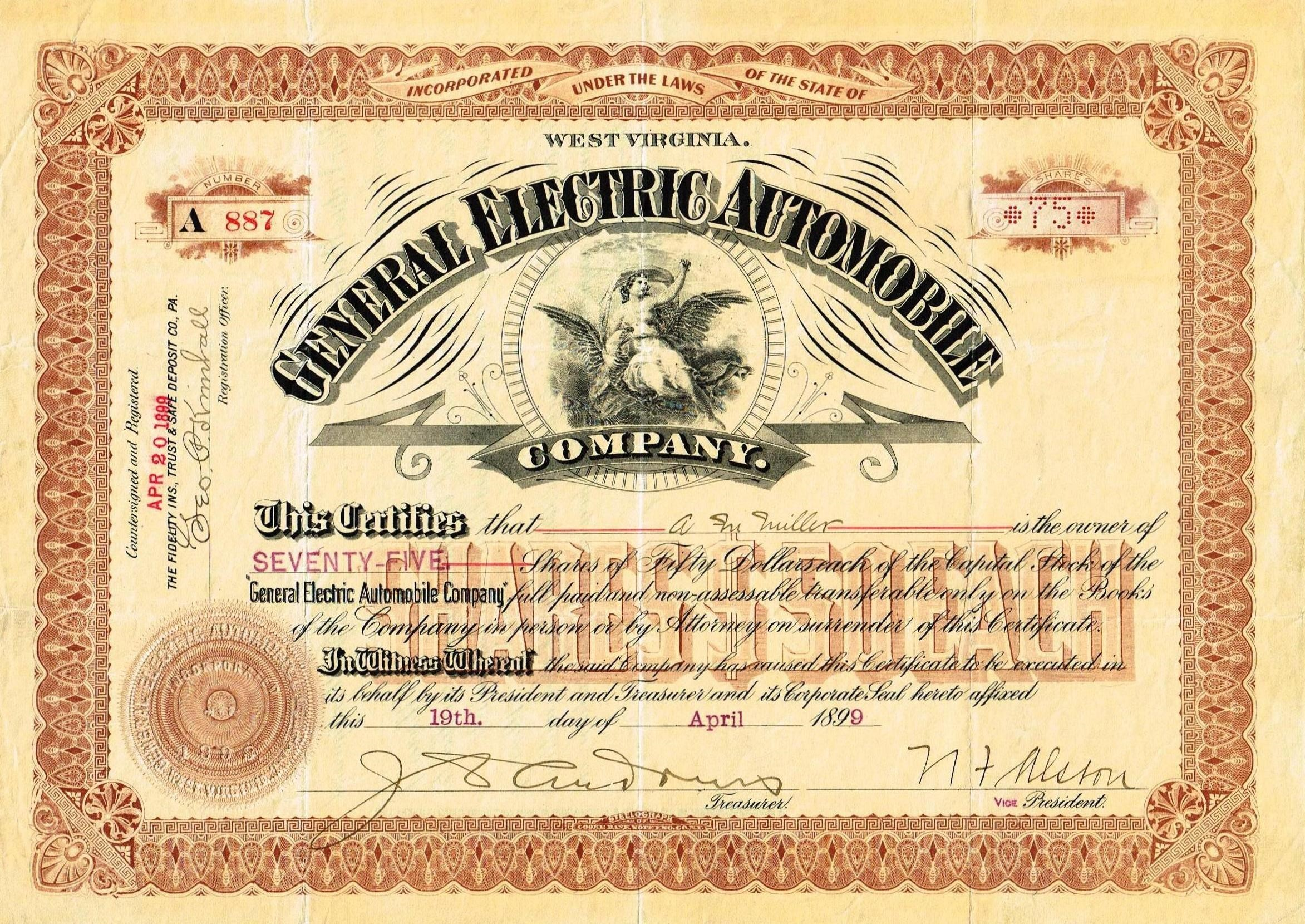
Aktie der General Electric Automobile Company vom 19. April 1899

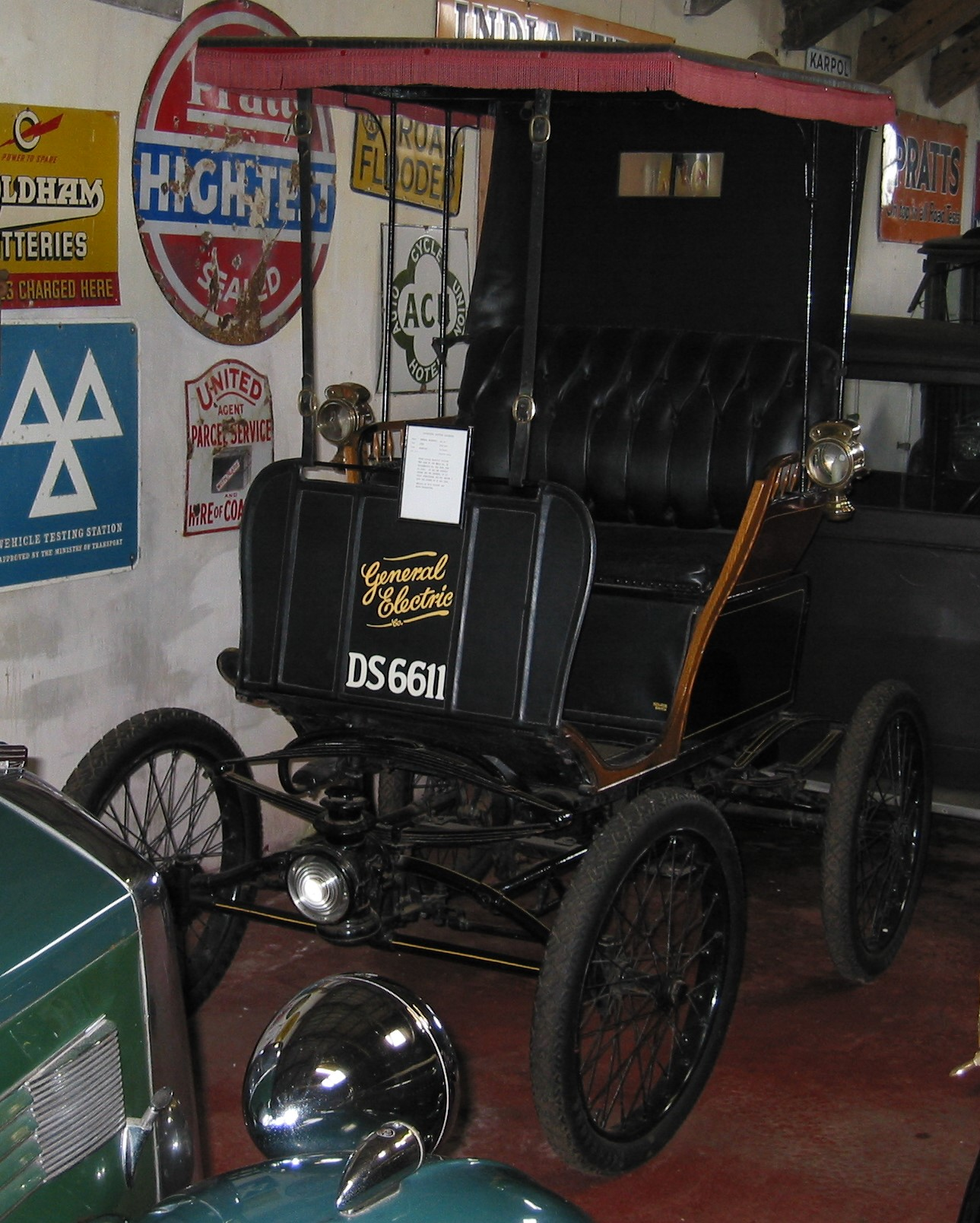
General Electric von 1899

Die General Electric Automobile Company war zum Ende des 19. Jahrhunderts ein kurzlebiger US-amerikanischer Hersteller von Personenwagen und Nutzfahrzeugen mit Elektroantrieb. Es besteht kein Bezug zum General Electric-Konzern.

## Beschreibung
Das Unternehmen wurde am 3. Juni 1898 in Philadelphia (Pennsylvania) gegründet und unterhielt Produktionsanlagen in Manyunck (Pennsylvania). Über die treibende Kraft hinter dem Projekt, John A. Brill, gibt es eine Verbindung zur J. G. Brill Company in Philadelphia, einem führenden Anbieter von Straßenbahnwagen und später Oberleitungsbussen.
Es scheint, dass das Fahrzeug in einer Art Konkurrenz zum Orient Electric der Waltham Manufacturing Company in Waltham (Massachusetts) entstand. Der erste Präsident von General Electric, Charles Albert Coffin (1844–1926), war beteiligt an Waltham Manufacturing und setzte durch, dass dort in der zweiten Hälfte des Jahres 1898 ein Elektro-Prototyp entwickelt wurde. Weder Geschäftsführer Charles Herman Metz (1863–1937) noch die beauftragten Techniker George M. Tinker und John W. Piper waren davon überzeugt; Metz begann zu dieser Zeit mit Verbrennungsmotoren zu experimentieren und baute das wahrscheinlich erste benzingetriebene Motorrad in den USA. Tinker und Piper arbeiteten bereits an einem leichten Dampfwagen, der ab 1900 unabhängig von Waltham Manufacturing als Waltham Steam in den Verkauf gelangte. Möglicherweise führte dieser interne Widerstand bei Waltham Manufacturing letztlich dazu, dass die General Electric Automobile Company gegründet und ihr die Verwertung eines Patents über eine Batterie übertragen wurde, die mit einem Gewicht von ca. 700 lb (ca. 320 kg) gegenüber marktüblichen 1000 lb (ca. 450 kg) als besonders leicht galt.
Der General Electric war in vier Versionen erhältlich:
- Doctor’s Dos-à-dos
- Wagonette
- Brougham
- Delivery Wagon (Lieferwagen)

Aus dem günstigen Gewicht ergab sich eine für diese frühe Zeit konkurrenzfähige Reichweite von etwa 30 Meilen (50 km). Zeittypisch erfolgte der Verkauf über Verkaufsgeschäfte, die eine Vertretung erwerben konnten. In Philadelphia und New York City wurden die Fahrzeuge über die Wanamaker’s Department Stores von John Wanamaker (1838–1922) sehr erfolgreich verkauft.
Anfang 1900 geriet das Unternehmen in Schwierigkeiten. Nachdem die Schulden US$ 50.000 überstiegen und die Aktionäre nicht bereit oder in der Lage waren, weiteres Kapital nachzuschießen, wurde die General Electric Automobile Company geschlossen. Das Batterie-Patent wurde im Juli 1900 versteigert und ging für US$ 29.000 an James W. Cunningham aus New York, der möglicherweise in Verbindung stand mit der James Cunningham, Son & Company in Rochester (New York), seinerseits Hersteller von Kutschen und Bestattungsfahrzeugen; dieses Unternehmen experimentierte um 1900 erfolgreich mit Elektrofahrzeugen und verkaufte solche bis mindestens 1908. Cunningham ist ein Pionier des V8-Motors und baute bis 1937 ein respektiertes Qualitäts-Automobil.